# San Felipe Cieneguilla
San Felipe Cieneguilla är en ort i Mexiko.   Den ligger i kommunen San Sebastián Río Hondo och delstaten Oaxaca, i den sydöstra delen av landet, 500 km sydost om huvudstaden Mexico City. San Felipe Cieneguilla ligger 2 820 meter över havet och antalet invånare är 352.
Terrängen runt San Felipe Cieneguilla är huvudsakligen lite bergig. San Felipe Cieneguilla ligger uppe på en höjd. Runt San Felipe Cieneguilla är det ganska glesbefolkat, med 34 invånare per kvadratkilometer. Närmaste större samhälle är San Cristóbal Amatlán, 12,6 km norr om San Felipe Cieneguilla. I omgivningarna runt San Felipe Cieneguilla växer i huvudsak blandskog.